# Zhuge
Zhuge is een Chinese achternaam en staat op de driehonderdveertiende plaats van de Baijiaxing. In Noord-Korea en Zuid-Korea leven ook mensen met de achternaam Zhuge, deze zijn de nazaten van Zhuge Liang.
Deze achternaam komt in de wereld maar weinig voor en is ook een van de weinige meerkaraktersachternamen.
- Vietnamees: Chư Cát, Gia Cát
- Koreaans: Je Gal (제갈)

## Oorsprong
De mensen met de achternaam Zhuge hadden daarvoor een van de volgende achternamen:
- Ge
- Xiong

## Beroemde personen met de achternaam Zhuge
- Zhuge Jin, broer van Zhuge Liang
- Zhuge Ke, zoon van Zhuge Jin
- Zhuge Liang
- Zhuge Shang, zoon van Zhuge Zhan
- Zhuge Xuan
- Zhuge Zhan, zoon van Zhuge Liang
- Zhuge Jun, broer van Zhuge Liang
- Zhuge Dan, neef van Zhuge Liang
- Zhuge Qiao
- Zhuge Xu
- Zhuge Jing